# Йенсен, Камилла
Ками́лла Луи́за Скаа́рберг Йе́нсен (дат. Camilla Louise Skaarberg Jensen, урожд. Ками́лла Луи́за Йе́нсен, дат. Camilla Louise Jensen; род. 25 октября 1982, Торнбю, Копенгаген) — датская кёрлингистка и тренер по кёрлингу, ведущий команды Дании на зимних Олимпийских играх 2010 года.
В составе женской сборной Дании участница зимних Олимпийских игр 2010 года (команда Дании заняла пятое место); участница шести чемпионатов мира (лучший результат — серебряные призёры в 2007), трёх чемпионатов Европы (лучший результат — бронзовые призёры в 2008 и 2009). Пятикратная чемпионка Дании среди женщин. В составе смешанной сборной Дании участница двух чемпионатов мира (лучший результат — 9 место в 2018) и пяти чемпионатов Европы (лучший результат — серебряные призёры в 2007 и 2009). Пятикратная чемпионка Дании среди смешанных команд. В составе юниорской женской сборной Дании участник трёх чемпионатов мира (лучший результат — 6 место в 1996). Четырёхкратная чемпионка Дании среди юниоров.
В «классическом» кёрлинге (команда из четырёх человек одного пола) играет в основном на позициях третьего и первого.

## Достижения
- Чемпионат мира по кёрлингу среди женщин: серебро (2007), бронза (2009).
- Чемпионат Европы по кёрлингу: бронза (2008, 2009).
- Чемпионат Дании по кёрлингу среди женщин: золото (2004, 2006, 2007, 2008, 2009), серебро (2017), бронза (2013, 2014).
- Чемпионат Европы по кёрлингу среди смешанных команд: серебро (2007, 2009).
- Чемпионат Дании по кёрлингу среди смешанных команд: золото (2000, 2008, 2009, 2012, 2018).
- Чемпионат Дании по кёрлингу среди юниоров: золото (1996, 1997, 1998, 1999).

## Команды
| Сезон                                          | Четвёртый                              | Третий               | Второй                   | Первый               | Запасной                                                               | Турниры                                |
| ---------------------------------------------- | -------------------------------------- | -------------------- | ------------------------ | -------------------- | ---------------------------------------------------------------------- | -------------------------------------- |
| 1995—96                                        | Kamilla Schack                         | Birgitte Knudsen     | Ане Хоканссон Хансен     | Камилла Йенсен       |                                                                        | ЧДЮ 1996 · ЧМЮ 1996 (7 место)          |
| 1996—97                                        | Ане Хоканссон Хансен                   | Trine Kronholm       | Камилла Йенсен           | Maria Christiansen   | Iben Styr                                                              | ЧДЮ 1997 · ЧМЮ 1997 (6 место)          |
| 1997—98                                        | Louise Raun (ЧДЮ), Louise Jensen (ЧМЮ) | Camilla Hansen       | Камилла Йенсен           | Maria Christiansen   | Mette Andersen                                                         | ЧДЮ 1998 · ЧМЮ 1998 (10 место)         |
| 1998—99                                        | Louise Jensen                          | Camilla Hansen       | Mette Andersen           | Камилла Йенсен       | Tanja Konradsen                                                        | ЧДЮ 1999 · ЧМЮ-Б 1999                  |
| 2003—04                                        | Ангелина Йенсен                        | Камилла Йенсен       | Шарлотта Хедегор         | Ане Хансен           |                                                                        | ЧДЖ 2004                               |
| 2005—06                                        | Мадлен Дюпон                           | Камилла Йенсен       | Дениз Дюпон              | Ангелина Йенсен      | Шарлотта Хедегор тренер: Эдриан Мейкл (ЧМ)                             | ЧДЖ 2006 · ЧМ 2006 (6 место)           |
| 2006—07                                        | Мадлен Дюпон                           | Камилла Йенсен       | Дениз Дюпон              | Ангелина Йенсен      | Шарлотта Хедегор (ЧЕ), Ане Хансен (ЧМ, ЧДЖ) тренер: Kjell-Arne Olsson  | ЧЕ 2006 (7 место) · ЧДЖ 2007 · ЧМ 2007 |
| 2007—08                                        | Мадлен Дюпон                           | Камилла Йенсен       | Дениз Дюпон              | Ангелина Йенсен      | Ане Хансен тренер: Kjell-Arne Olsson                                   | ЧДЖ 2008 · ЧМ 2008 (5 место)           |
| 2008—09                                        | Мадлен Дюпон                           | Дениз Дюпон          | Ангелина Йенсен          | Камилла Йенсен       | Ане Хансен тренер: Kjell-Arne Olsson                                   | ЧЕ 2008                                |
| 2008—09                                        | Мадлен Дюпон                           | Камилла Йенсен       | Дениз Дюпон              | Ангелина Йенсен      | Ане Хансен тренер: Kjell-Arne Olsson                                   | ЧДЖ 2009 · ЧМ 2009                     |
| 2009—10                                        | Мадлен Дюпон                           | Дениз Дюпон          | Ангелина Йенсен          | Камилла Йенсен       | Ане Хансен тренеры: Kjell-Arne Olsson (ЧЕ, ЗОИ), Рене Зонненберг (ЗОИ) | ЧЕ 2009 · ЗОИ 2010 (5 место)           |
| 2009—10                                        | Мадлен Дюпон                           | Камилла Йенсен       | Дениз Дюпон              | Ангелина Йенсен      | Ивана Братич тренер: Рене Зонненберг                                   | ЧМ 2010 (6 место)                      |
| 2012—13                                        | Ангелина Йенсен                        | Камилла Йенсен       | Ане Хансен               | Ивана Братич         |                                                                        | ЧДЖ 2013                               |
| 2013—14                                        | Ангелина Йенсен                        | Камилла Йенсен       | Ане Хансен               | Ивана Братич         |                                                                        | ЧДЖ 2014                               |
| 2016—17                                        | Ангелина Йенсен                        | Камилла Йенсен       | Кристин Свенсен          | Pavla Rubasova       |                                                                        | ЧДЖ 2017                               |
| 2017—18                                        | Ангелина Йенсен                        | Камилла Йенсен       | Метте де Неергор         | Кристин Свенсен      | Ане Хансен                                                             | [ 6 ]                                  |
| 2017—18                                        | Ангелина Йенсен                        | Кристин Грёнбех      | Камилла Скаарберг Йенсен | Лина Альминд Кнудсен | Ивана Братич тренер: Джейми Денбрук                                    | ЧМ 2018 (11 место)                     |
| Кёрлинг среди смешанных команд (mixed curling) |                                        |                      |                          |                      |                                                                        |                                        |
| 1999—00                                        | Ангелина Йенсен                        | Lasse Legaard        | Камилла Йенсен           | Ronni Legaard        | Шарлотта Хедегор                                                       | ЧДСК 2000                              |
| 2007—08                                        | Джоэл Островски                        | Камилла Йенсен       | Søren Jensen             | Mona Sylvest Nielsen |                                                                        | ЧЕСК 2007                              |
| 2008—09                                        | Джоэл Островски                        | Камилла Йенсен       | Søren Jensen             | Янне Эллегорд        |                                                                        | ЧДСК 2008 · ЧЕСК 2008 (6 место)        |
| 2009—10                                        | Джоэл Островски                        | Камилла Йенсен       | Søren Jensen             | Mona Sylvest Nielsen |                                                                        | ЧДСК 2009 · ЧЕСК 2009                  |
| 2010—11                                        | Джоэл Островски                        | Камилла Йенсен       | Søren Jensen             | Ане Хоканссон Хансен |                                                                        | ЧЕСК 2010 (8 место)                    |
| 2011—12                                        | Джоэл Островски                        | Камилла Йенсен       | Søren Jensen             | Pavla Rubasova       |                                                                        | ЧДСК 2012                              |
| 2013—14                                        | Джоэл Островски                        | Камилла Йенсен       | Søren Jensen             | Pavla Rubasova       | Halfden Skarberg                                                       | ЧЕСК 2013 (6 место)                    |
| 2016—17                                        | Джоэл Островски                        | Камилла Луиза Йенсен | Asmus Jørgensen          | Pavia Hjorngaard     |                                                                        | ЧМСК 2016 (17 место)                   |
| 2017—18                                        | Мадс Нёргор                            | Камилла Йенсен       | Asmus Blaedel Jorgensen  | Лина Кнудсен         |                                                                        | ЧДСК 2018                              |
| 2018—19                                        | Мадс Нёргор                            | Камилла Йенсен       | Asmus Blaedel Jorgensen  | Лина Кнудсен         | тренер: Джоэл Островски                                                | ЧМСК 2018 (9 место)                    |

(скипы выделены полужирным шрифтом)

## Результаты как тренера национальных сборных
| Год  | Турнир                                              | Сборная                 | Место |
| ---- | --------------------------------------------------- | ----------------------- | ----- |
| 2008 | Чемпионат мира по кёрлингу среди юниоров 2008       | Дания (юниоры жен.)     | 5     |
| 2011 | Чемпионат Европы по кёрлингу 2011                   | Сербия (женщины)        | 27    |
| 2015 | Чемпионат Европы по кёрлингу 2015                   | Сербия (мужчины)        | 29    |
| 2016 | Чемпионат мира по кёрлингу среди смешанных пар 2016 | Сербия (смешанная пара) | 40    |
| 2019 | Чемпионат Европы по кёрлингу 2019                   | Хорватия (женщины)      | 25    |
| 2022 | Чемпионат мира по кёрлингу среди юниоров 2022       | Дания (юниоры жен.)     | 10    |

## Частная жизнь
Камилла — представительница семьи известных датских кёрлингистов Йенсен. Её отец, Йоханнес Йенсен (дат. Johannes Jensen) — кёрлингист, тренер и долгое время, с 1987 года, президент знаменитого датского кёрлинг-клуба Tårnby Curling Club; в 2021 за заслуги в развитии мирового кёрлинга (в категории «Builder») введён в Международный зал славы кёрлинга Всемирной федерации кёрлинга. Её мать Кирстен Йенсен — кёрлингистка и тренер, чемпионка Дании, выступала на чемпионатах мира и Европы. Её сестра Ангелина — титулованная датская кёрлингистка, так же, как и Камилла (и почти всегда в одной команде с сестрой), многократно выигрывала чемпионаты Дании и играла на международных чемпионатах и турнирах за разные сборные Дании, призёр чемпионатов мира и Европы.